# They Were Born to Kill
They Were Born to Kill е бутлег EP, издаден от американската пънк рок група Офспринг през 1991 година.

## Песни
1. Jennifer Lost The War (Demo) 2:35
2. Out On Patrol (Demo) 2:33

## Офспринг членове
- Декстър Холанд – Вокалист И Китара
- Нуудълс – Китара
- Грег Кризъл – Бас Китара
- Рон Уелти – Барабани